# МКС-1
МКС-1 — перший довготривалий екіпаж Міжнародної космічної станції. Екіпаж працював на борту МКС із 2 листопада 2000 по 18 березня 2001 року.

## Екіпаж
- (НАСА) Вільям Шеперд (William Shepherd)[en] (4)[1] — командир станції.
- (Роскосмос) Юрій Гідзенко (2) — командир корабля доставки «Союз ТМ-31».
- (Роскосмос) Сергій Крикальов (5) — бортінженер.

## Загальна інформація
Людство вступило у нову еру космонавтики, коли Міжнародна космічна станція прийняла свій перший екіпаж. Три члена експедиції, яка успішно стартувала 31 жовтня 2000 року з космодрома Байконур у Казахстані на кораблі «Союз ТМ-31», здійснили стикування з сервісним модулем МКС «Зірка» 2 листопада 2000 року. Їх чотиримісячне перебування на борту МКС офіційно завершилося 18 березня 2001 року. На Землю екіпаж повернувся 21 березня 2001 року на борту американського космічного човника «Діскавері» (див. «Діскавері STS-102»).
Міжнародний екіпаж з трьох осіб пробув на борту МКС більше чотирьох місяців. Він складався з американського астронавта, командира станції Вільяма Шеперда, російського космонавта Юрія Гидзенко, командира корабля «Союз ТМ-31» і російського космонавта, бортінженера Сергія Крикальова. Екіпаж виконував завдання по збірці нових компонентів станції і в тому числі підключення до орбітальної станції американського лабораторного модуля «Дестіні». Також вони проводили масу різних наукових експериментів.

## Деякі подробиці
Перша експедиція стартувала з того ж стартового майданчика космодрома Байконур, з якої 50 років тому відправився в політ Юрій Гагарін, щоб стати першою людиною, що полетіла у космос. Триступенева трьохсотдесятитонна ракета-носій Союз-У підняла корабель «Союз ТМ-31» і екіпаж на навколоземну орбіту, через приблизно 10 хвилин після старту давши можливість Юрію Гидзенко розпочати серію маневрів зближення з МКС. Вранці 2 листопада, близько 4 години 21 хвилини по східному стандартному часу корабель пришвартувався до стикувального вузла сервісного модуля «Звезда» з боку орбітальної станції. Через дев'яносто хвилин після стикування, Шеперд відкрив люк «Звезда», і члени команди вперше увійшли в комплекс.
Їх першочерговими завданнями були: запуск пристрою розігріву їжі у камбузі «Звезді», налаштування спальних приміщень і установка зв'язку з обома ЦУПами: у Х'юстоні та підмосковному Корольові. Екіпаж зв'язався з обома командами наземних фахівців за допомогою російських передавачів, встановлених у модулі «Звезда» і «Заря», і передавачем на надвисоких частотах, встановленому у модулі «Юніті», який використовувався до цього протягом двох років американськими диспетчерами для управління МКС і зчитування системних даних станції, коли російські наземні станції перебували поза зоною прийому.

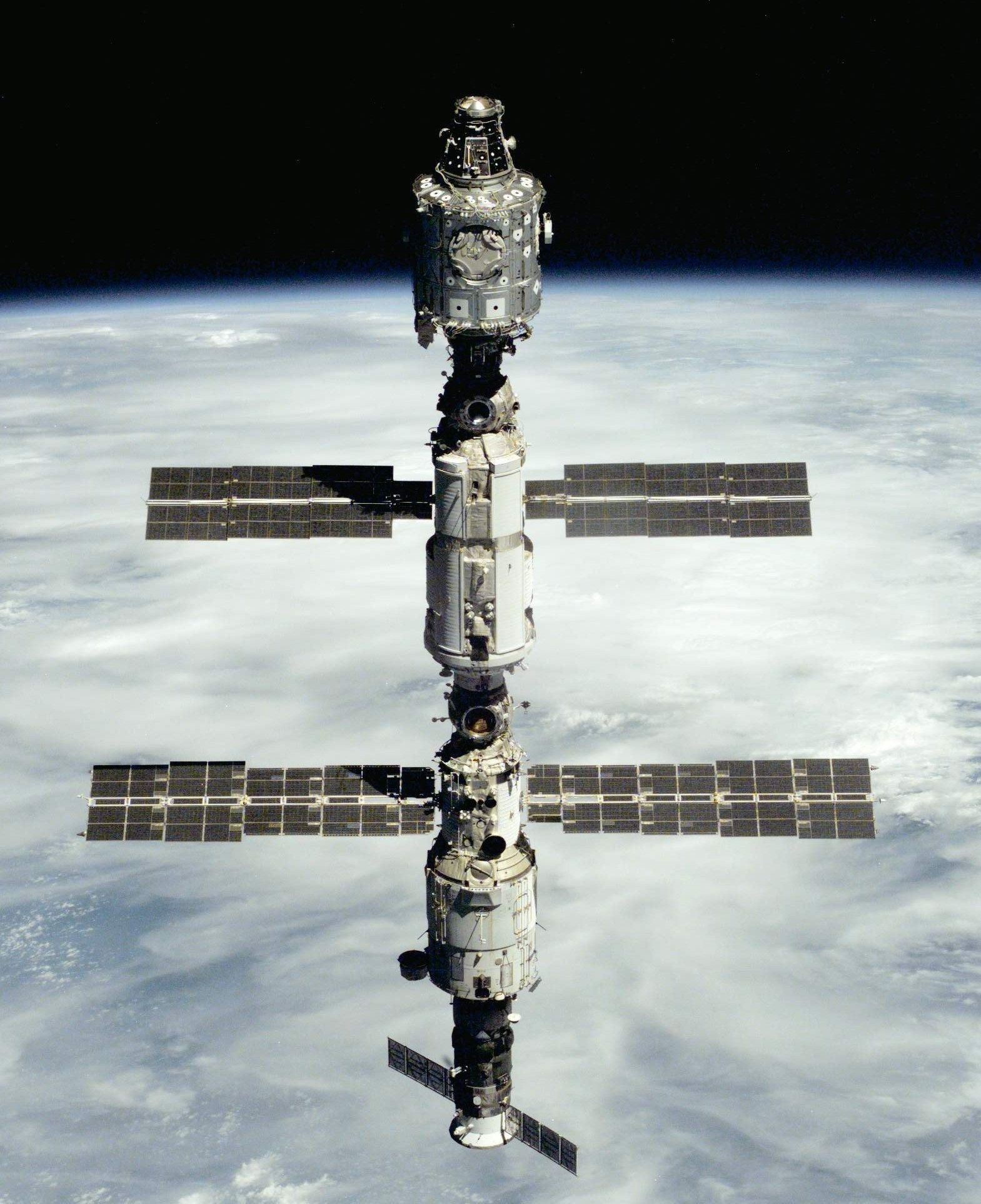
Конфігурація МКС під час прибуття першої експедиції. Модулі станції (зверху вниз): Юніті, Заря і Звезда.

У перші тижні, проведені на борту, члени екіпажу активували головні вузли системи життєзабезпечення і розконсервували всіляке станційне устаткування, портативні комп'ютери, спецодяг, офісне приладдя, кабелі та електрообладнання, залишене для них попередніми екіпажами шаттлів, які провели ряд транспортних експедицій постачання до нового комплексу за минулі два роки.
За весь час перебування, протягом чотирьох місяців, Юрій Гідзенко, Сергій Крикальов і Вільям Шеперд тричі приймали гостей, які відвідували їх шаттлами, що доставляли великі сонячні (фотоелектричні) батареї американського виробництва, щоб посилити енергетичні можливості МКС, і багато іншого різноманітного обладнання. Зокрема, другий прибулий шаттл «Атлантіс STS-98», на якому, місяцем пізніше, екіпаж повернувся на Землю (див. «Діскавері STS-102»), привіз на станцію лабораторний модуль «Дестіні», на якому другий екіпаж МКС почав проводити наукові дослідження.
Облаштовуючи їх новий будинок, Юрій Гідзенко, Сергій Крикальов і Вільям Шеперд готували ґрунт для тривалого перебування землян у космосі і обширних міжнародних наукових досліджень, принаймні, на наступні 15 років.